# Goidschalxoord

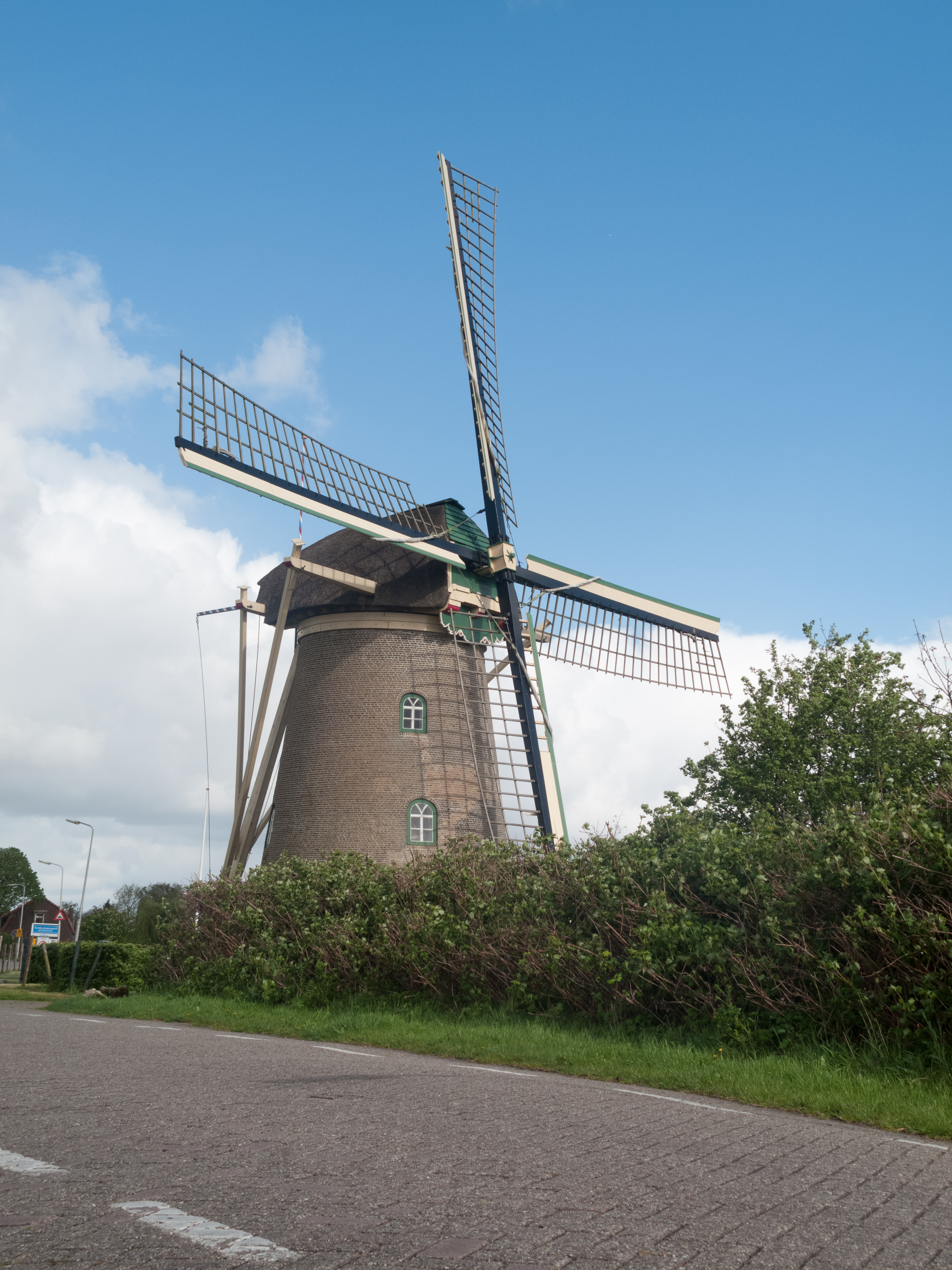
Goidschalxoord, moulin: de molen van Goidschalxoord

Goidschalxoord est un village qui fait partie de la commune de Hoeksche Waard dans la province néerlandaise de Hollande-Méridionale.
Goidschalxoord a été une commune indépendante jusqu'au 1er septembre 1855, date de son rattachement à Heinenoord. Précédemment, Goidschalxoord avait déjà été rattaché à Heinenoord de 1812 à 1817.